# Бубенец (село)
Бубенец (каз. Бубенец) — упразднённое село в Таскалинском районе Западно-Казахстанской области Казахстана. Входило в состав Мерекенского сельского округа. Ликвидировано в 200? г.

## Население
По данным переписи 1999 года, в селе проживало 64 человека (26 мужчин и 38 женщин).